# Radkey
Radkey è un gruppo punk rock statunitense, fondato nel 2010 dai fratelli Isaiah, Solomon e Dee Radke a Saint Joseph in Missouri.

## Storia
I Radkey sonno composti da tre fratelli autodidatti di Saint Joseph, Missouri: Isaiah Radke (basso), Solomon Radke (batteria) e Dee Radke (voce e chitarra) che hanno formato la loro band nel 2010 e hanno suonato il loro primo spettacolo nel 2011 come gruppo di apertura ad un concerto dei Fishbone. Con il padre, Matt Radke, loro manager, da allora hanno suonato con artisti del calibro di Jack White, The Offspring, Descendents, Local H, Black Joe Lewis, Titus Andronicus, Red Fang, Rise Against e si sono esibiti in festival come il SXSW (l'esibizione varrà loro l'attenzione del giornalista del NY Times Jim McKinley), il Riot Fest, l'Afropunk, il giapponese Punkspring, il Download Festival del Regno Unito e il Coachella Valley Music and Arts Festival. Sono stati inoltre ospiti del programma britannico Later... with Jools Holland. Hanno pubblicato due EP: Cat & Mouse nel 2012 con Wreckroom Records di Adrian Grenier e Devil Fruit nel 2013 per la Little Man Records. La band ha lavorato con Ross Orton (Arctic Monkeys, Drenge) per pubblicare il loro singolo Feed My Brain e il team ha pubblicato il loro LP di debutto Dark Black Makeup nell'agosto 2015. Il video musicale per la loro canzone Glore è stato presentato verso la fine dell'episodio Shapes della serie Off the Air di Adult Swim. Il loro album di debutto è stato ripubblicato nel 2016 con un nuovo nome, Delicious Rock Noise, e con due bonus track.

## Formazione

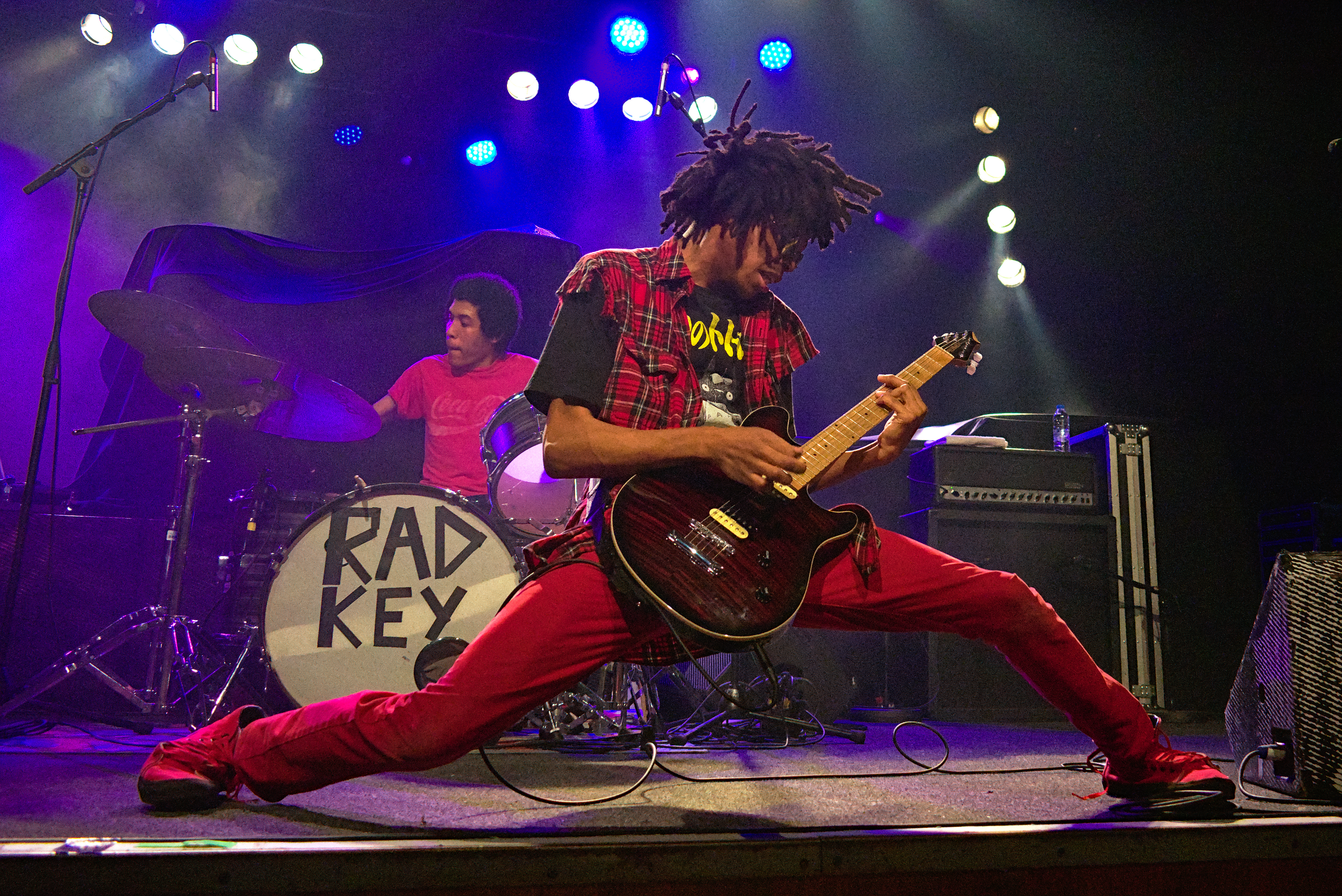
Dee Radke

- Dee Radke – voce, chitarra
- Isaiah Radke - basso, cori
- Solomon Radke - batteria

## Discografia

### Album in studio
- Dark Black Makeup (2015) - Little Man / Strange Loop / Kobalt
- Delicious Rock Noise (2016) - Another Century Records
- No Strange Cats (2019) - RED MUSIC

### EP
- Cat & Mouse (2013) - Wreckroom
- Devil Fruit (2013) - Little Man Records (2013)

### Singoli
- Romance Dawn (2013) - Little Man Records
- Feed My Brain (2014) - Little Man Records
- Romance Dawn (UNKLE Reconstruction) (2014) - Little Man Records
- Dark Black Makeup (2015) - Little Man Records. Ha raggiunto il n. 23 sulla Billboard Mainstream Rock Chart.